# Llista d'asteroides/115301–115400
| Nom               | Designació provisional | Data de descobriment | Lloc de descobriment | Descobridor/s                |
| ----------------- | ---------------------- | -------------------- | -------------------- | ---------------------------- |
| 115301 -          | 2003 SQ205             | 25 de setembre, 2003 | Haleakala            | NEAT                         |
| 115302 -          | 2003 SU206             | 26 de setembre, 2003 | Socorro              | LINEAR                       |
| 115303 -          | 2003 SM207             | 26 de setembre, 2003 | Socorro              | LINEAR                       |
| 115304 -          | 2003 SW207             | 26 de setembre, 2003 | Socorro              | LINEAR                       |
| 115305 -          | 2003 SR209             | 24 de setembre, 2003 | Kvistaberg           | Uppsala-DLR Asteroid Survey  |
| 115306 -          | 2003 SN210             | 26 de setembre, 2003 | Socorro              | LINEAR                       |
| 115307 -          | 2003 SO210             | 26 de setembre, 2003 | Socorro              | LINEAR                       |
| 115308 -          | 2003 SC211             | 24 de setembre, 2003 | Palomar              | NEAT                         |
| 115309 -          | 2003 SN211             | 25 de setembre, 2003 | Palomar              | NEAT                         |
| 115310 -          | 2003 SR213             | 26 de setembre, 2003 | Socorro              | LINEAR                       |
| 115311 -          | 2003 SH214             | 26 de setembre, 2003 | Desert Eagle         | W. K. Y. Yeung               |
| 115312 Whither    | 2003 SP215             | 19 de setembre, 2003 | Wrightwood           | J. W. Young                  |
| 115313 -          | 2003 SX215             | 25 de setembre, 2003 | Haleakala            | NEAT                         |
| 115314 -          | 2003 SY215             | 25 de setembre, 2003 | Haleakala            | NEAT                         |
| 115315 -          | 2003 SZ215             | 25 de setembre, 2003 | Haleakala            | NEAT                         |
| 115316 -          | 2003 SK216             | 26 de setembre, 2003 | Socorro              | LINEAR                       |
| 115317 -          | 2003 SZ216             | 27 de setembre, 2003 | Desert Eagle         | W. K. Y. Yeung               |
| 115318 -          | 2003 SJ217             | 27 de setembre, 2003 | Desert Eagle         | W. K. Y. Yeung               |
| 115319 -          | 2003 SR218             | 28 de setembre, 2003 | Desert Eagle         | W. K. Y. Yeung               |
| 115320 -          | 2003 SB219             | 19 de setembre, 2003 | Palomar              | NEAT                         |
| 115321 -          | 2003 SK219             | 28 de setembre, 2003 | Socorro              | LINEAR                       |
| 115322 -          | 2003 SM219             | 26 de setembre, 2003 | Socorro              | LINEAR                       |
| 115323 -          | 2003 SO219             | 27 de setembre, 2003 | Desert Eagle         | W. K. Y. Yeung               |
| 115324 -          | 2003 SP220             | 29 de setembre, 2003 | Desert Eagle         | W. K. Y. Yeung               |
| 115325 -          | 2003 SQ220             | 29 de setembre, 2003 | Desert Eagle         | W. K. Y. Yeung               |
| 115326 Wehinger   | 2003 SC221             | 29 de setembre, 2003 | Junk Bond            | D. Healy                     |
| 115327 -          | 2003 SH222             | 27 de setembre, 2003 | Desert Eagle         | W. K. Y. Yeung               |
| 115328 -          | 2003 SR222             | 28 de setembre, 2003 | Fountain Hills       | C. W. Juels, P. R. Holvorcem |
| 115329 -          | 2003 SY222             | 27 de setembre, 2003 | Desert Eagle         | W. K. Y. Yeung               |
| 115330 -          | 2003 SB224             | 22 de setembre, 2003 | Socorro              | LINEAR                       |
| 115331 Shrylmiles | 2003 SL224             | 29 de setembre, 2003 | Junk Bond            | D. Healy                     |
| 115332 -          | 2003 SR224             | 28 de setembre, 2003 | Anderson Mesa        | LONEOS                       |
| 115333 -          | 2003 SV225             | 26 de setembre, 2003 | Socorro              | LINEAR                       |
| 115334 -          | 2003 SX225             | 26 de setembre, 2003 | Socorro              | LINEAR                       |
| 115335 -          | 2003 SZ225             | 26 de setembre, 2003 | Socorro              | LINEAR                       |
| 115336 -          | 2003 SF226             | 26 de setembre, 2003 | Socorro              | LINEAR                       |
| 115337 -          | 2003 SG226             | 26 de setembre, 2003 | Socorro              | LINEAR                       |
| 115338 -          | 2003 SH226             | 26 de setembre, 2003 | Socorro              | LINEAR                       |
| 115339 -          | 2003 SK226             | 26 de setembre, 2003 | Socorro              | LINEAR                       |
| 115340 -          | 2003 SL226             | 26 de setembre, 2003 | Socorro              | LINEAR                       |
| 115341 -          | 2003 SS226             | 26 de setembre, 2003 | Socorro              | LINEAR                       |
| 115342 -          | 2003 SO227             | 27 de setembre, 2003 | Socorro              | LINEAR                       |
| 115343 -          | 2003 SS228             | 26 de setembre, 2003 | Socorro              | LINEAR                       |
| 115344 -          | 2003 SV228             | 26 de setembre, 2003 | Socorro              | LINEAR                       |
| 115345 -          | 2003 SB229             | 27 de setembre, 2003 | Kitt Peak            | Spacewatch                   |
| 115346 -          | 2003 SY230             | 24 de setembre, 2003 | Palomar              | NEAT                         |
| 115347 -          | 2003 SS232             | 24 de setembre, 2003 | Haleakala            | NEAT                         |
| 115348 -          | 2003 SW233             | 25 de setembre, 2003 | Haleakala            | NEAT                         |
| 115349 -          | 2003 SR234             | 25 de setembre, 2003 | Haleakala            | NEAT                         |
| 115350 -          | 2003 SW234             | 25 de setembre, 2003 | Črni Vrh             | Črni Vrh                     |
| 115351 -          | 2003 SA235             | 26 de setembre, 2003 | Socorro              | LINEAR                       |
| 115352 -          | 2003 SX240             | 27 de setembre, 2003 | Socorro              | LINEAR                       |
| 115353 -          | 2003 SJ244             | 25 de setembre, 2003 | Haleakala            | NEAT                         |
| 115354 -          | 2003 SW244             | 26 de setembre, 2003 | Socorro              | LINEAR                       |
| 115355 -          | 2003 SQ246             | 26 de setembre, 2003 | Socorro              | LINEAR                       |
| 115356 -          | 2003 SD247             | 26 de setembre, 2003 | Socorro              | LINEAR                       |
| 115357 -          | 2003 SS249             | 26 de setembre, 2003 | Socorro              | LINEAR                       |
| 115358 -          | 2003 SY249             | 26 de setembre, 2003 | Socorro              | LINEAR                       |
| 115359 -          | 2003 SA250             | 26 de setembre, 2003 | Socorro              | LINEAR                       |
| 115360 -          | 2003 SJ250             | 26 de setembre, 2003 | Socorro              | LINEAR                       |
| 115361 -          | 2003 SL250             | 26 de setembre, 2003 | Socorro              | LINEAR                       |
| 115362 -          | 2003 SN250             | 26 de setembre, 2003 | Socorro              | LINEAR                       |
| 115363 -          | 2003 SZ250             | 26 de setembre, 2003 | Socorro              | LINEAR                       |
| 115364 -          | 2003 SC251             | 26 de setembre, 2003 | Socorro              | LINEAR                       |
| 115365 -          | 2003 SE251             | 26 de setembre, 2003 | Socorro              | LINEAR                       |
| 115366 -          | 2003 SL251             | 26 de setembre, 2003 | Socorro              | LINEAR                       |
| 115367 -          | 2003 SP251             | 26 de setembre, 2003 | Socorro              | LINEAR                       |
| 115368 -          | 2003 SZ251             | 26 de setembre, 2003 | Socorro              | LINEAR                       |
| 115369 -          | 2003 SS252             | 26 de setembre, 2003 | Socorro              | LINEAR                       |
| 115370 -          | 2003 SX254             | 27 de setembre, 2003 | Kitt Peak            | Spacewatch                   |
| 115371 -          | 2003 SU255             | 27 de setembre, 2003 | Kitt Peak            | Spacewatch                   |
| 115372 -          | 2003 SA256             | 27 de setembre, 2003 | Kitt Peak            | Spacewatch                   |
| 115373 -          | 2003 SA259             | 28 de setembre, 2003 | Kitt Peak            | Spacewatch                   |
| 115374 -          | 2003 SC259             | 28 de setembre, 2003 | Kitt Peak            | Spacewatch                   |
| 115375 -          | 2003 SG259             | 28 de setembre, 2003 | Kitt Peak            | Spacewatch                   |
| 115376 -          | 2003 SH262             | 27 de setembre, 2003 | Kitt Peak            | Spacewatch                   |
| 115377 -          | 2003 SA270             | 24 de setembre, 2003 | Haleakala            | NEAT                         |
| 115378 -          | 2003 SO270             | 25 de setembre, 2003 | Palomar              | NEAT                         |
| 115379 -          | 2003 SE271             | 25 de setembre, 2003 | Haleakala            | NEAT                         |
| 115380 -          | 2003 SJ271             | 25 de setembre, 2003 | Haleakala            | NEAT                         |
| 115381 -          | 2003 SV272             | 27 de setembre, 2003 | Socorro              | LINEAR                       |
| 115382 -          | 2003 SD273             | 27 de setembre, 2003 | Socorro              | LINEAR                       |
| 115383 -          | 2003 SF274             | 28 de setembre, 2003 | Anderson Mesa        | LONEOS                       |
| 115384 -          | 2003 SG275             | 29 de setembre, 2003 | Socorro              | LINEAR                       |
| 115385 -          | 2003 SH275             | 29 de setembre, 2003 | Socorro              | LINEAR                       |
| 115386 -          | 2003 SP275             | 29 de setembre, 2003 | Socorro              | LINEAR                       |
| 115387 -          | 2003 SY275             | 29 de setembre, 2003 | Socorro              | LINEAR                       |
| 115388 -          | 2003 SN278             | 30 de setembre, 2003 | Socorro              | LINEAR                       |
| 115389 -          | 2003 SU278             | 30 de setembre, 2003 | Socorro              | LINEAR                       |
| 115390 -          | 2003 SR279             | 17 de setembre, 2003 | Socorro              | LINEAR                       |
| 115391 -          | 2003 SG280             | 18 de setembre, 2003 | Socorro              | LINEAR                       |
| 115392 -          | 2003 SM283             | 20 de setembre, 2003 | Socorro              | LINEAR                       |
| 115393 -          | 2003 SW284             | 20 de setembre, 2003 | Socorro              | LINEAR                       |
| 115394 -          | 2003 SA286             | 20 de setembre, 2003 | Palomar              | NEAT                         |
| 115395 -          | 2003 SR286             | 21 de setembre, 2003 | Palomar              | NEAT                         |
| 115396 -          | 2003 SA287             | 29 de setembre, 2003 | Kitt Peak            | Spacewatch                   |
| 115397 -          | 2003 SN288             | 28 de setembre, 2003 | Socorro              | LINEAR                       |
| 115398 -          | 2003 SF290             | 28 de setembre, 2003 | Anderson Mesa        | LONEOS                       |
| 115399 -          | 2003 SD291             | 29 de setembre, 2003 | Socorro              | LINEAR                       |
| 115400 -          | 2003 SJ291             | 29 de setembre, 2003 | Socorro              | LINEAR                       |